# Сел (Дордоња)
Сел (фр. Celles) је насеље и општина у југозападној Француској у региону Аквитанија, у департману Дордоња која припада префектури Периже.
По подацима из 2011. године у општини је живело 559 становника, а густина насељености је износила 20,09 становника/km². Општина се простире на површини од 27,83 km². Налази се на средњој надморској висини од 91 метар (максималној 213 m, а минималној 61 m).

## Демографија
| 1962. | 1968. | 1975. | 1982. | 1990. | 1999. | 2011. |
| ----- | ----- | ----- | ----- | ----- | ----- | ----- |
| 589   | 675   | 582   | 600   | 597   | 552   | 559   |

График промене броја становника у току последњих година